# Vigário Geral
Vigário Geral és un barri de la Zona de la Leopoldina, en la Zona Nord del municipi de Rio de Janeiro, en l'estat de Rio de Janeiro, al Brasil. Limita amb els barris de Jardim América, Irajá i Parada de Lucas, i amb el municipi de Duque de Caxias. El seu índex de desenvolupament humà, l'any 2000, era de 0,763, el 107 entre 126 regions analitzades en el municipi de Rio. És un dels barris més antics de la Zona de la Leopoldina.

## Història

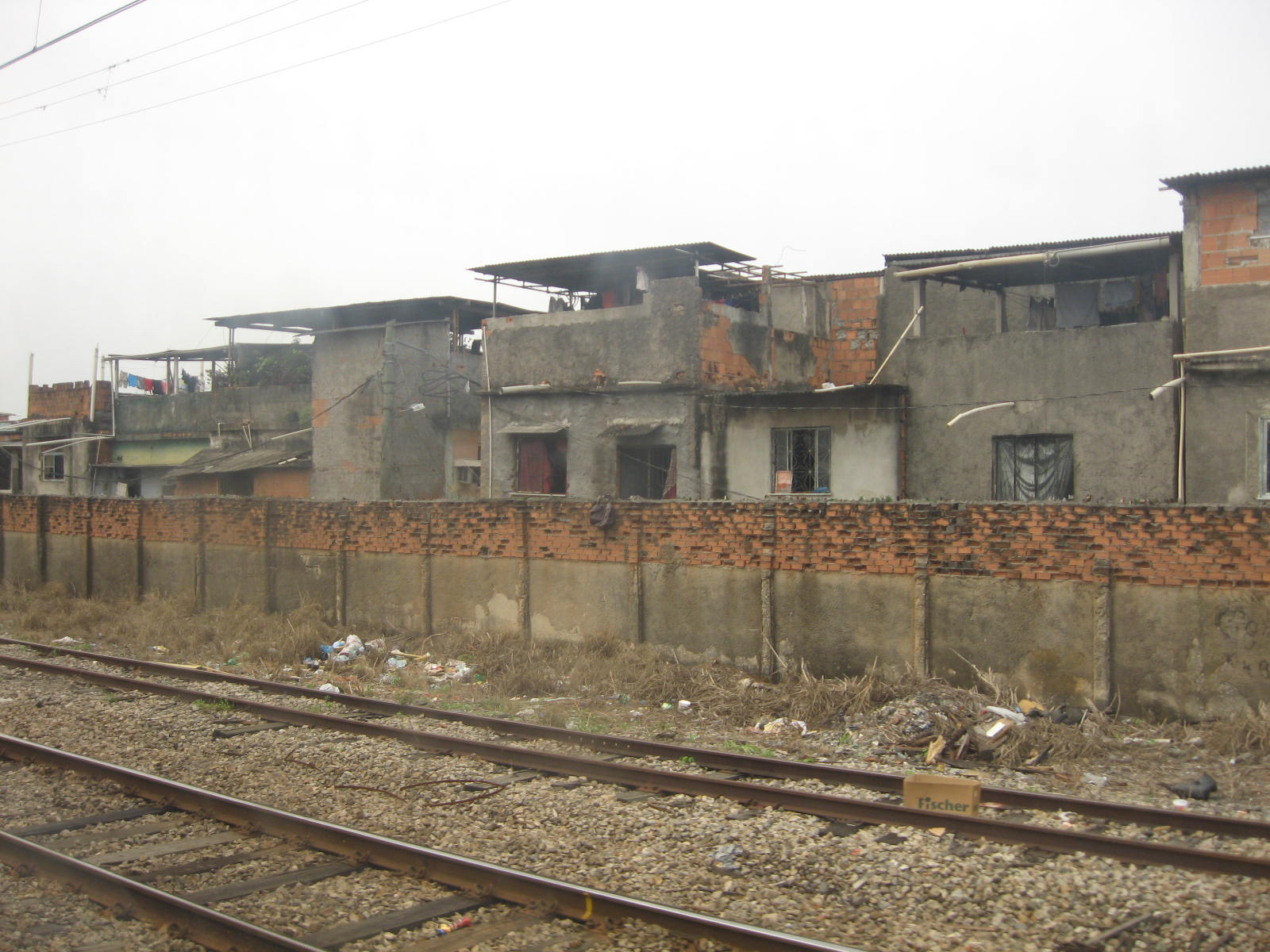
Vista del Parque Proletário de Vigário Geral al costat de la línia fèrria

El barri de Vigário Geral va tenir origen quan la implantació de la línia de tren. Conta la història que el Vicari general de la freguesia d'Irajá anava en tren des del Centre de la ciutat fins a l'estació del Velho Engenho (actual Vigário Geral) i, des d'allà, seguia a cavall fins a la seu, que se situava en l'església construïda en la primera meitat del segle xvii i que es localitza actualment al costat del cementiri d'Irajá. El camí que recorria es coneixia com a Estrada do Vigário Geral, la qual tallava el barri. Amb el temps, la carretera va acabar per donar el seu nom al barri. L'Avinguda Brasil, quan es va construir la dècada de 1940, va tallar l'Estrada do Vigário Geral.
Les primeres construccions en el barri es van fer a finals de la dècada de 1930 a través de la Companhia Territorial do Rio de Janeiro. A final de la dècada de 1940, el barri va cedir el seu nom a la favela que s'aixeca en el terreny al costat de la línia fèrria de la Leopoldina.
El 1950, una part de l'antiga Hisenda Botafogo, adjacent al barri, va ser urbanitzada, creant-se l'antic sub-barri i actual barri anomenat Jardim América.
El 1966, el Conjunto Habitacional Pare José de Anchieta, finançat per l'extint Banco Nacional da Habitação, va ser inaugurat amb la presència del llavors president de la república, el general Humberto de Alencar Castelo Branco. Posteriorment, ja en la dècada de 1970, va ser inaugurat el Conjunto Habitacional Vigário Geral.
Aquella època, el barri, eminentment residencial, va tenir diverses industries instal·lades, com la Paskin Cia. Ltda. i la Freitas Leitão Ind. i Com., les quals, per pressió de les associacions de veïns, van ser, per fi, tancades a causa de la contaminació que causaven.
Actualment, Vigário Geral es un pol de comerç de productes importats de la Xina, com vaixelles, plàstics, vidre i material escolar al detall i a l'engròs.